# إدي ماكدونالد
إدي ماكدونالد (بالإنجليزية: Eddie MacDonald)‏ هو سائق سيارة سباق أمريكي، ولد في 7 يوليو 1980 في Rowley, Massachusetts ‏ في الولايات المتحدة.

## وصلات خارجية
- الموقع الرسمي
- إدي ماكدونالد على موقع Racing-Reference.info (الإنجليزية)